# Polygala duarteana
Polygala duarteana är en jungfrulinsväxtart som beskrevs av A. St.-hil.. Polygala duarteana ingår i släktet jungfrulinssläktet, och familjen jungfrulinsväxter. Inga underarter finns listade i Catalogue of Life.